# Synagogue de Buding
La synagogue de Buding est une synagogue située dans la commune française de Buding dans le département de la Moselle dans le Grand Est. Elle a été construite entre 1838 et 1854. La synagogue profane du 12, route d'Inglange est en mauvais état. Elle est aujourd'hui utilisée comme remise.
La galerie des femmes et le sanctuaire de la Torah existent toujours. La peinture murale originale est également encore visible. 